# Liga de Rusia de waterpolo masculino
La Liga de Rusia de waterpolo masculino es la competición más importante de waterpolo masculino entre clubes rusos. El campeonato se empezó a jugar en 1993, tras la desaparición de la Unión Soviética.

## Historial
Este es el historial de la liga de los 3 primeros clasificados:

	Spartak Volgograd	Sintez Kazan	Shturm Chekhov

| Año     | Primero            | Segundo               | Tercero            |
| ------- | ------------------ | --------------------- | ------------------ |
| 2009-10 | Spartak VSPU       | Sintez Kazan          | Shturm 2002 Chehov |
| 2008-09 | Shturm 2002 Chehov | Spartak VSPU          | Sintez Kazan       |
| 2007-08 | Shturm 2002 Chehov | Sintez Kazan          | Spartak VSPU       |
| 2006-07 | Sintez Kazan       | Shturm 2002 Chehov    | Spartak VSPU       |
| 2005-06 | Shturm 2002 Chehov | Sintez Kazan          | Dynamo Moscú       |
| 2004-05 | Shturm 2002 Chehov | Spartak VSPU          | Sintez Kazan       |
| 2003-04 | Spartak VSPU       | Shturm 2002 Chehov    | CSK VMF Moscú      |
| 2002-03 | Spartak VSPU       | Shturm 2002 Chehov    | Dynamo Moscú       |
| 2001-02 | Dynamo Moscú       | Spartak VSPU          | CSK VMF Moscú      |
| 2000-01 | Dynamo Moscú       | Spartak VSPU          | CSK VMF Moscú      |
| 1999-00 | Dynamo Moscú       | Spartak VSPU          | CSK VMF Moscú      |
| 1998-99 | Spartak VSPU       | CSK VMF Moscú         | Dynamo Moscú       |
| 1997-98 | Dynamo Moscú       | Spartak VSPU          | CSK VMF Moscú      |
| 1996-97 | Spartak VSPU       | Dynamo Moscú          | CSK VMF Moscú      |
| 1995-96 | Dynamo Moscú       | Spartak VSPU          | CSK VMF Moscú      |
| 1994-95 | Dynamo Moscú       | Spartak VSPU          | CSK VMF Moscú      |
| 1993-94 | Dynamo Moscú       | CSK VMF Moscú         | Spartak VSPU       |
| 1992-93 | CSK VMF Moscú      | Moskovich-AZLK Moskva | Torpedo-ZIL Moskva |